# Balk (Friesland)
Balk is een dorp in de gemeente De Friese Meren, in de Nederlandse provincie Friesland, dat gelegen is ten noordwesten van Lemmer, tussen Harich en Wijckel. Door het dorp stroomt de rivier de Luts. In 2023 telde het dorp 4.255 inwoners.

## Geschiedenis

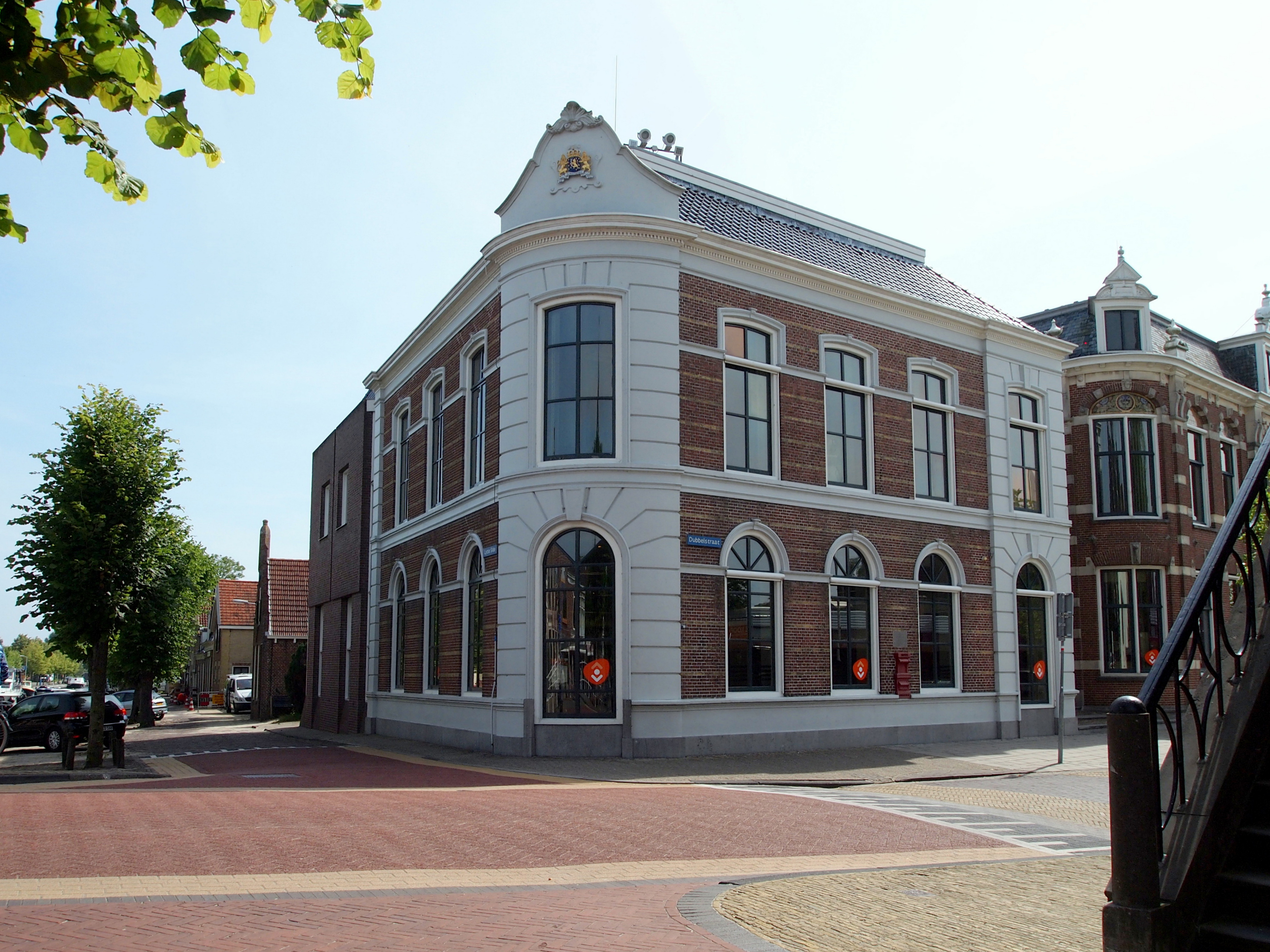
Gemeentehuis in Balk

Balk is ontstaan bij een eenvoudige balkbrug over de Luts, vandaar de plaatsnaam. Later werd deze houten balkbrug vervangen. De plaats komt in 1491 voor het eerst voor als Balc. In 1509 werd het vermeld als toe balc, in 1520 als Wyckelderbalk en in 1573 als Balck. Aanvankelijk hoorde Balk bij Harich.
In 1585 werd Balk door Spaanse soldaten uit Groningen geplunderd. Het werd in de 18e eeuw welvarend door de boterhandel, en in de 19e eeuw was het een zelfstandig dorp geworden.
Tot 1 januari 2014 behoorde Balk tot de gemeente Gaasterland-Sloten. Het was daarvan de hoofdplaats, waar tevens ook het gemeentehuis stond

## Monumenten
Een deel van Balk is een beschermd dorpsgezicht en is een van de beschermde stads- en dorpsgezichten in Friesland.

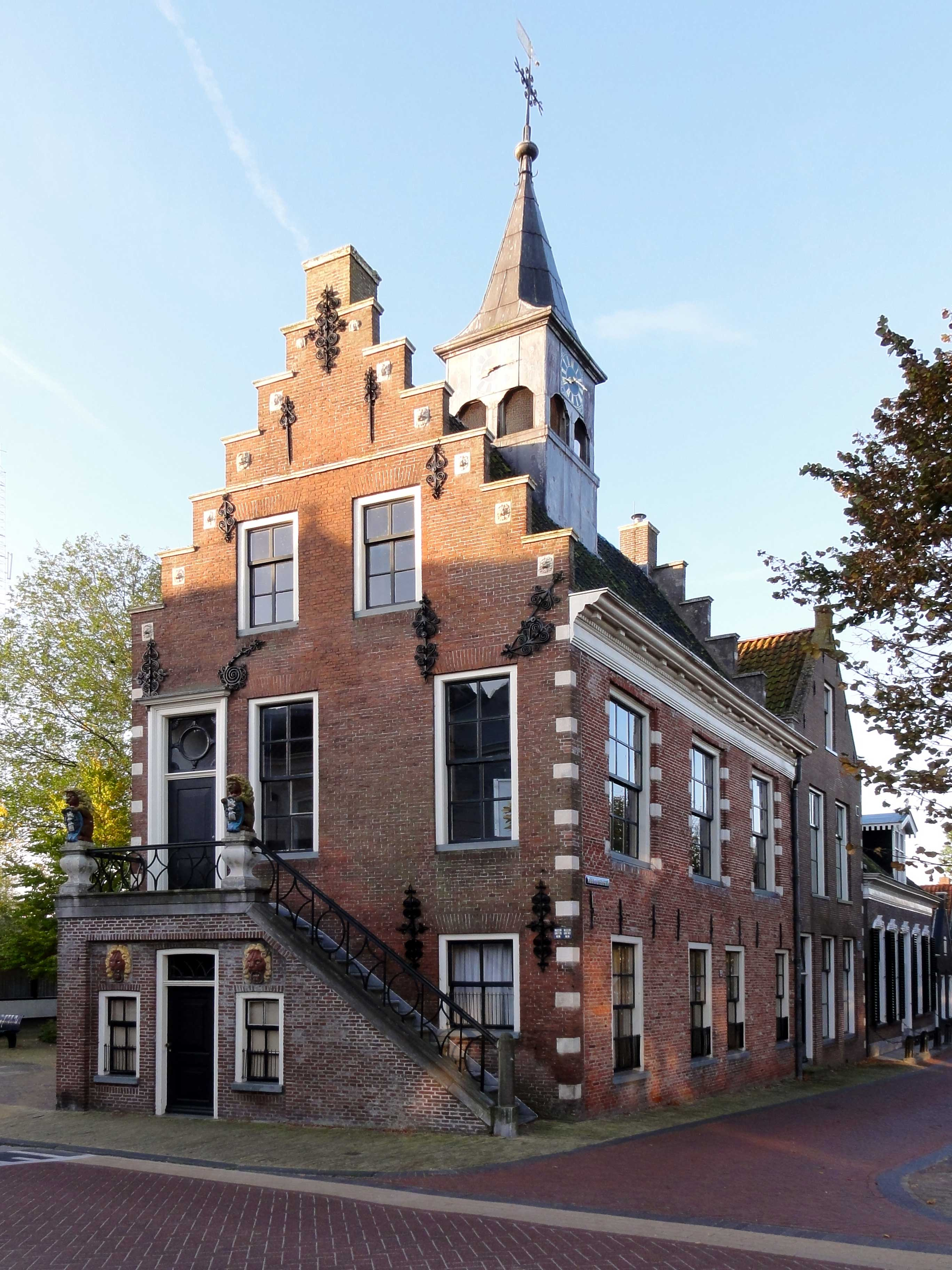
Raadhuis van Balk
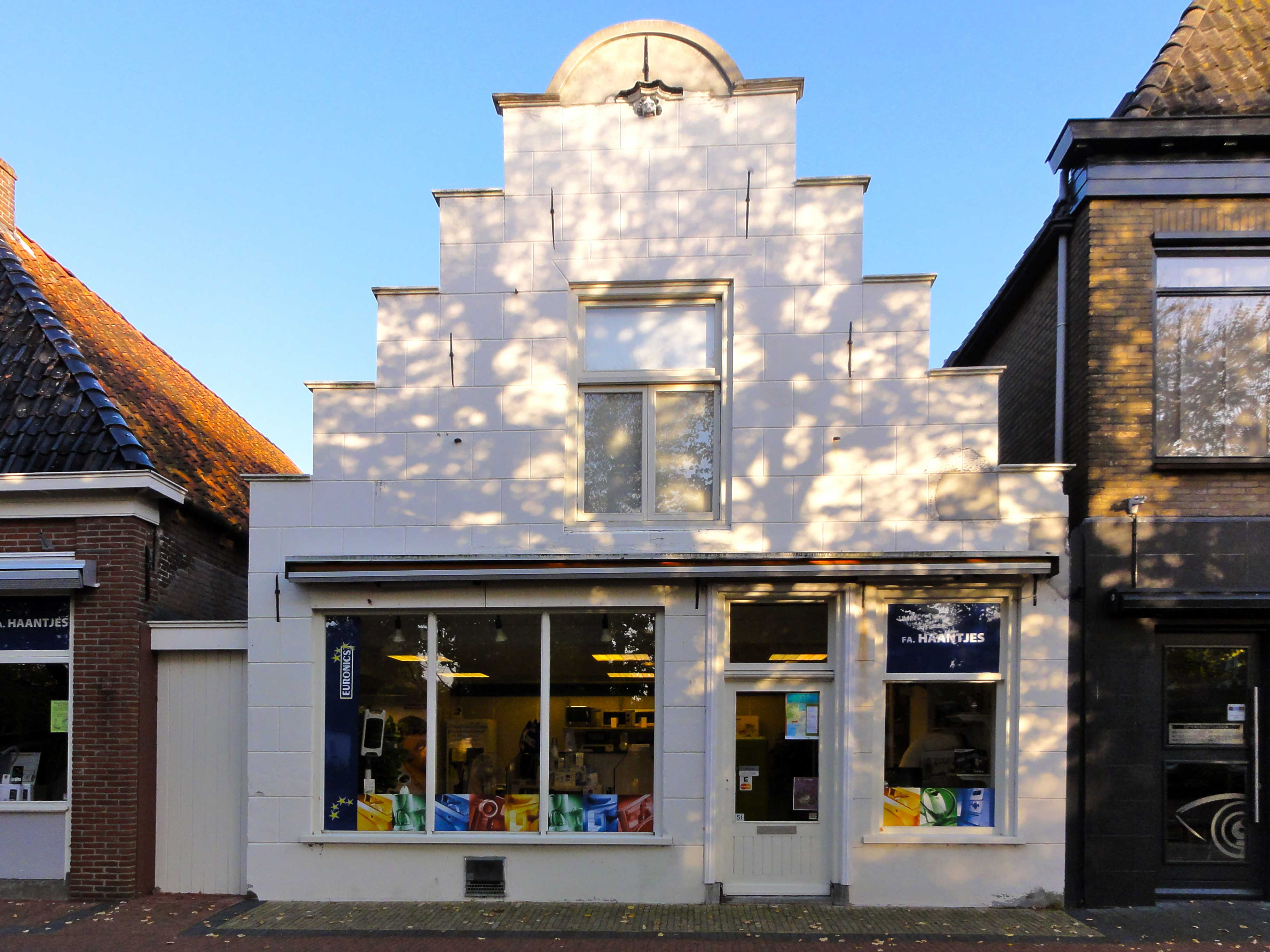
Van Swinderenstraat 51
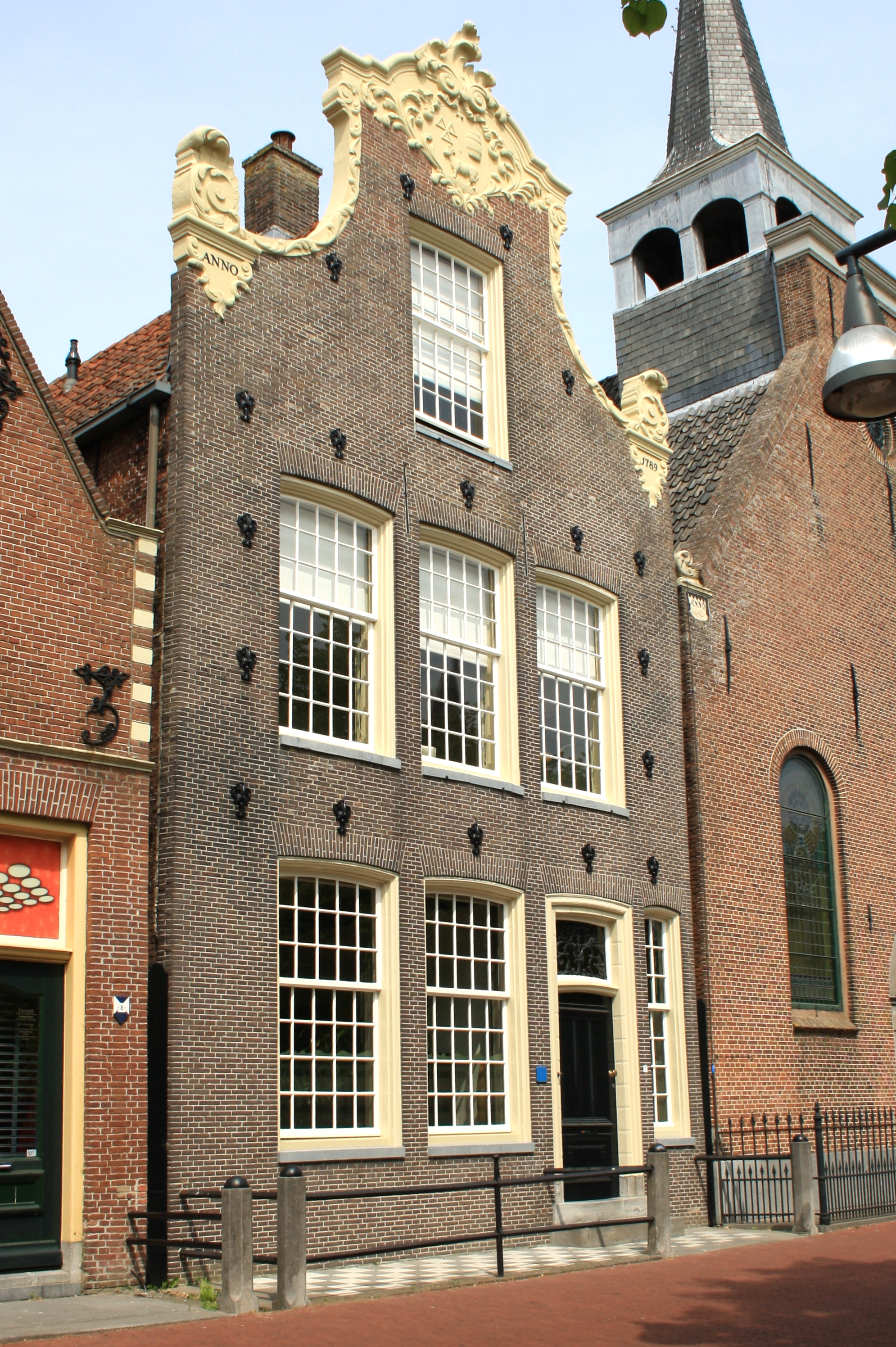
Van Swinderenstraat 7

Zie ook:
- Lijst van rijksmonumenten in Balk
- Lijst van gemeentelijke monumenten in Balk

## Religie
Balk kende vanouds diverse geloofsgemeenschappen.
Een daarvan is de Doopsgezinde Gemeente. Alhoewel de Doopsgezinden (of ook wel Mennonieten) nu in algemeenheid zeer vrijzinnig zijn, waren zij tot in het begin van de 19e eeuw sterk verdeeld. In het midden van de 19e eeuw is een grote groep doopsgezinden die zeer streng in de leer waren vanuit heel Friesland (waaronder dus ook mensen uit Balk !), naar de Verenigde Staten geëmigreerd om zich daar in de omgeving van Goshen in de staat Indiana te vestigen. Een gevelsteen aan de kerk in Balk herinnert hier nog aan.
Doopsgezinde kerken liggen bijna overal in Nederland een flink eind achter de rooilijn/gevellijn van de straat waaraan ze liggen, dit is ook in Balk het geval!!
Eind 17e eeuw vestigde zich een flink aantal hugenoten in Gaasterland. Tussen 1684 en 1721 was in Balk een Waalse kerk gevestigd.
De grootste geloofsstroming is de Protestantse Kerk in Nederland (samengang in 2004 van o.a. Hervormden en Gereformeerden), het PKN-kerkgebouw is uit 1982.

In het dorp is ook een katholieke parochie met een mooie kerk gewijd aan Sint Ludgerus.
In het Kamp Wyldemerk ten westen van Balk woonden van 1954 tot 1986 bijna alle Ambonese moslims (zie Geschiedenis van de Molukkers in Nederland). De tweede moskee van Nederland werd daarom in 1956 in dit kamp gebouwd.

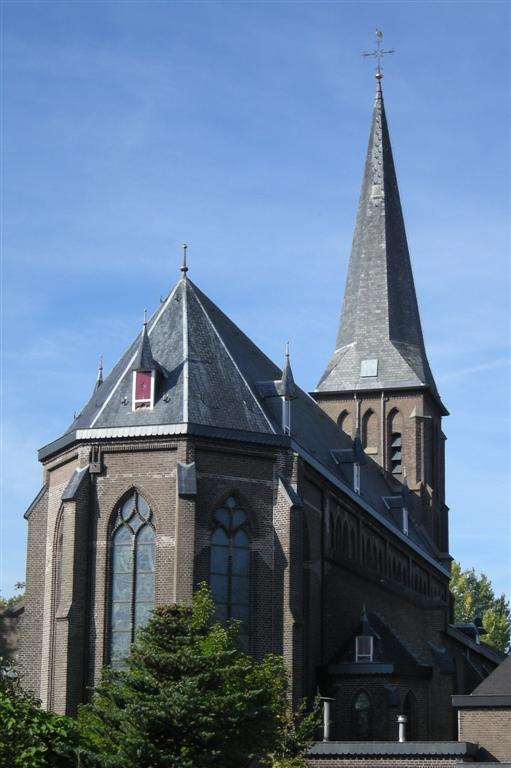
Sint-Ludgeruskerk
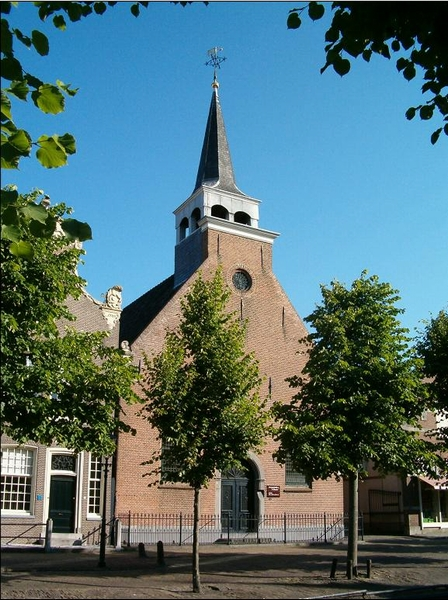
It Breahûs
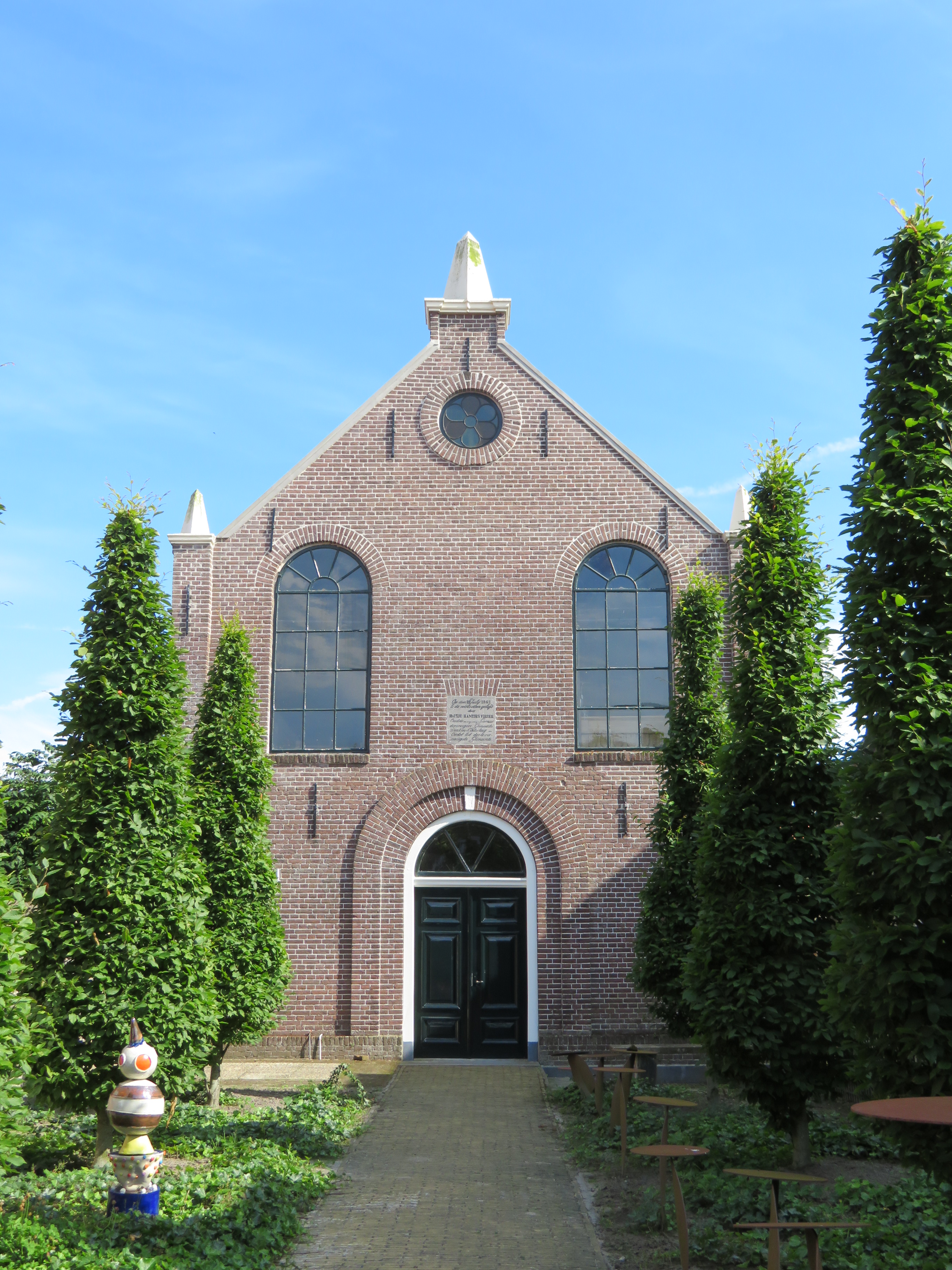
Doopsgezinde kerk
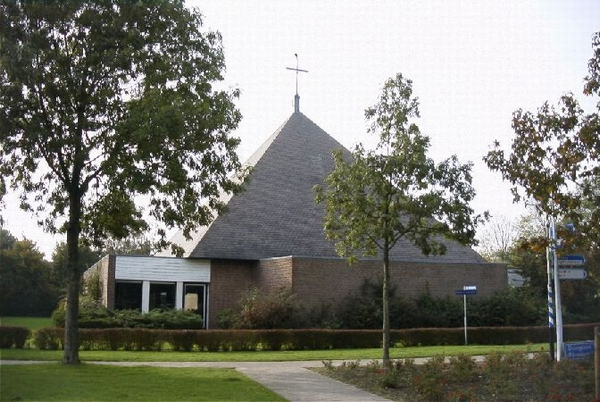
De Paadwizer

## Cultuur
Het dorp en de rivier hebben de dichter Herman Gorter, wiens grootvader in de 19e eeuw doopsgezind predikant was in Balk, tot zijn beroemde gedicht "Mei" geïnspireerd. Daarin spreekt Gorter overigens niet van een dorp, maar van een stadje, en niet van een riviertje, maar van een watergracht:
Een nieuwe lente en een nieuw geluid
Ik wil dat dit lied klinkt als het gefluit
Dat ik vaak hoorde voor een zomernacht
In een oud stadje, langs de watergracht.
Ter herinnering staat er een standbeeld van de dichter. Balk bezit verder een historische kern, met een raadhuis uit 1615.
In Balk en omstreken verschijnt een krant: de Balkster Courant.
In Balk staat het radiostation van de gemeente De Friese Meren: Radio Spannenburg.
Jaarlijks wordt er door de Kunstkring Gaasterland in Balk een van de grootste kunstmarkten van Noord-Nederland georganiseerd. Meer dan 100 kunstenaars tonen dan hun werk, aan weerszijden van de Luts.

## Watersport

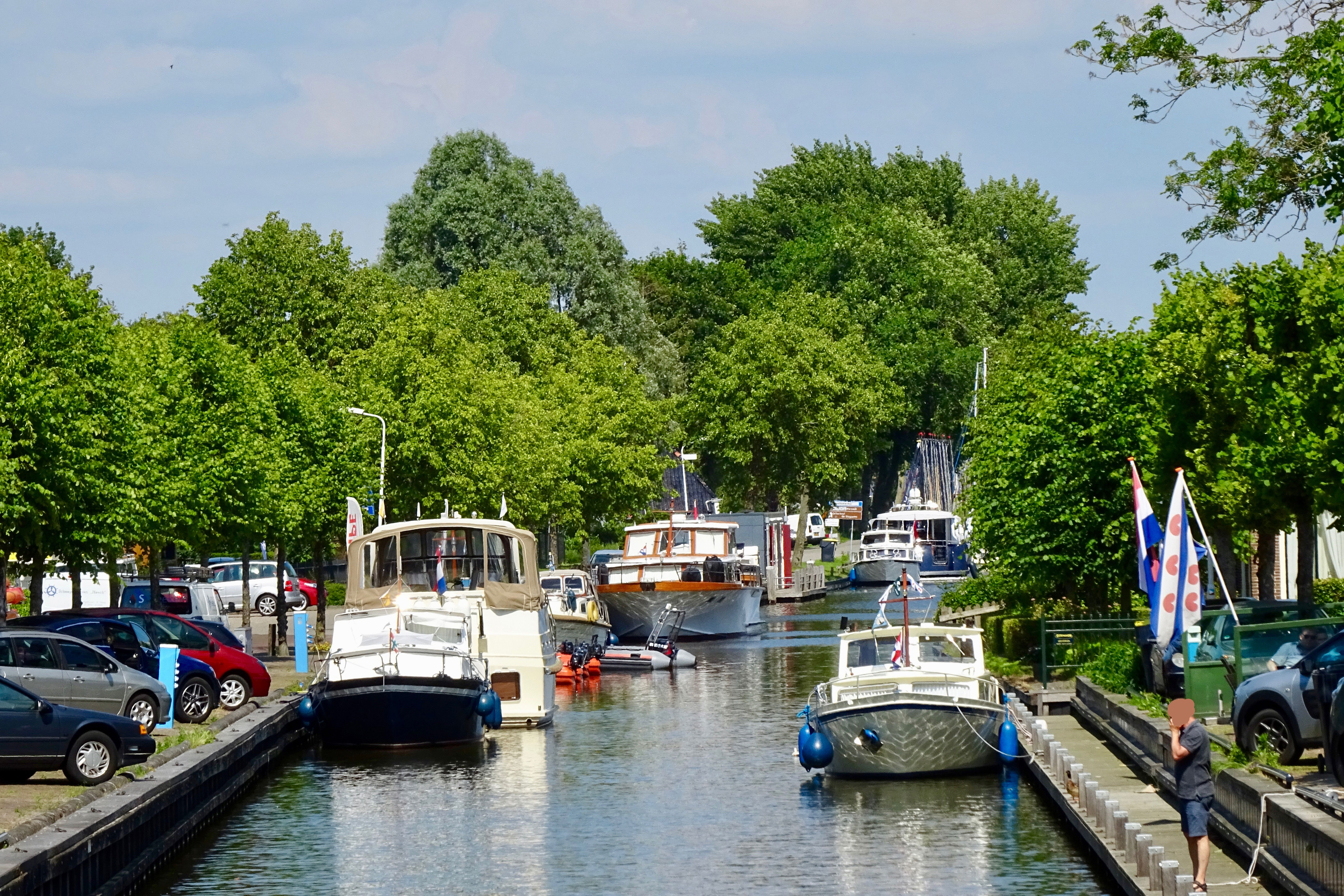
Watersport in Balk

Balk is een centrum voor de watersport. Aan de Luts zijn zeilschool de Ulepanne en zeilschool de Stipe gevestigd. Een grote jachthaven ligt aan de rand van het Slotermeer. Voor fietsers en zeilers vaart er een traditioneel skûtsje als zeilend beurtveer tussen Heeg en Balk. In de wintermaanden wordt vanuit Balk op het Slotermeer om de Berenburgcup gezeild.

## Openbaar vervoer
Bus (Qbuzz):
- Lijn 41: Lemmer - Sondel - Balk - Wijckel - Sloten - Tjerkgaast - Spannenburg - Sint Nicolaasga - Scharsterbrug - Joure - Heerenveen
- Lijn 44: Bolsward - Workum - Koudum - Hemelum - Bakhuizen - Oudemirdum - Sondel - Wijckel - Balk - Ypecolsga - Woudsend - Hommerts - Jutrijp - Sneek

## Geboren in Balk
- Jetze Doorman (1881-1931), schermer
- Frans Haarsma (1921-2009), priester
- Bauke van Hout (1917-1984), burgemeester
- Johannes van Hout (1905-1972), burgemeester

Hoofdplaats: Joure     Stad: Sloten

Dorpen en gehuchten: Akmarijp · Bakhuizen · Balk · Bantega · Boornzwaag · Broek · Delfstrahuizen · Dijken · Doniaga · Echten · Echtenerbrug · Eesterga · Elahuizen · Follega · Goingarijp · Harich · Haskerhorne · Idskenhuizen · Kolderwolde · Langweer · Legemeer · Lemmer · Mirns · Nijehaske · Nijemirdum · Oldeouwer · Oosterzee · Oudega · Oudehaske · Oudemirdum · Ouwster-Nijega · Ouwsterhaule · Rijs · Rohel · Rotstergaast · Rotsterhaule · Rottum · Ruigahuizen · Scharsterbrug · Sint Nicolaasga · Sintjohannesga · Snikzwaag · Sondel · Terhorne · Terkaple · Teroele · Tjerkgaast · Vegelinsoord · Wijckel

Buurtschappen: Ballingbuur · Bargebek · Boornzwaag over de Wielen · Brekkenpolder · Commissiepolle · De Rijlst · Delburen · Finkeburen · Heide · Hooibergen · Nieuw Amerika · Onland · Schoterzijl (deels) · Schouw · Spannenburg · Tacozijl · Trophorne · Tweehuis · Vierhuis · Vrisburen · Westerend-Harich · Zevenbuurt

Friesland: Steden en dorpen      Nederland: Provincies · Gemeenten